# 北竿郷

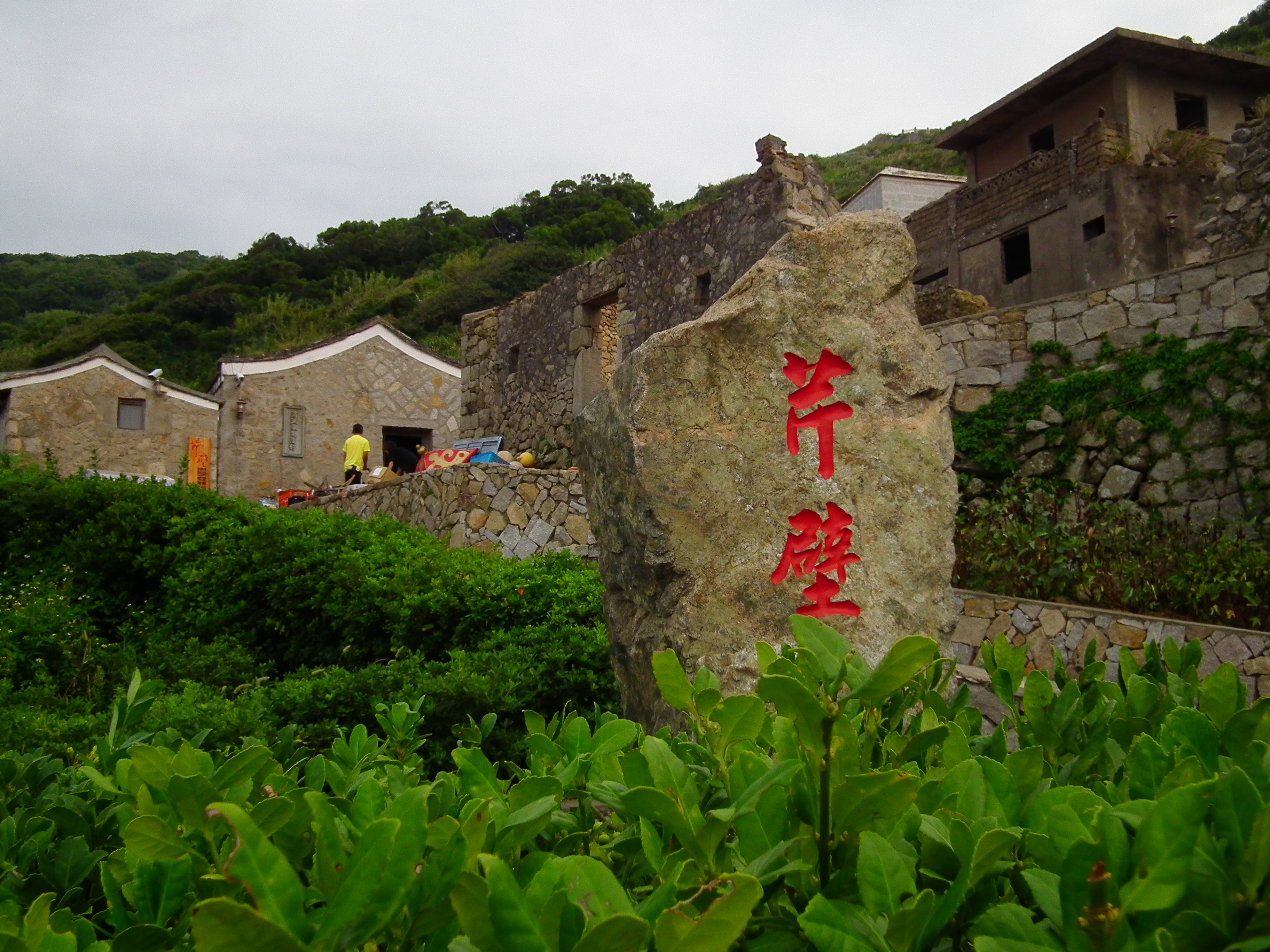
芹壁村芹壁集落

北竿郷（ベイガン/ほっかん-きょう）は中華民国福建省連江県の郷。

## 概要
東部の塘岐村が北竿郷の行政・経済の中心地となっている。南隣の后沃村に北竿空港（大道空港）がある。島中央にある壁山の展望台からは、塘岐村・后沃村一帯を望むことができる。北側には古い石造りでできた閩北（福建北部）式建築の広がる芹壁村があり、海岸の海亀島とともに観光名所となっている。

## 地理
北竿島は南竿島より、北方約700mにある。北竿島周囲には、蛤蜊・螺山・蚌山・峭頭・海亀島などの小島が点在し、他には若干離れたところに、大坵・小坵・高登島がある。また北竿島中央には、標高298mの壁山がある。壁山は馬祖列島で最高峰。

### 行政区画
| 村                                             |
| ---------------------------------------------- |
| 后沃村、芹壁村、塘岐村、白沙村、坂里村、橋仔村 |

## 歴史
戦前の日本で作成された『二百万分一大東亜航空図三十六号』では「北竿」を「長岐島」と表記している。

## 政治

### 行政

#### 郷長
- 陳如嵐

歴代郷長
- 軍方統治時期

1. 王詩芳：1950年1月—1953年12月
2. 林聖炎：1953年12月—1954年9月
3. 林守基：1954年9月—1955年9月
4. 鄭曽源：1955年9月—1956年9月
5. 楊一誠：1956年9月—1957年11月5日
6. 楊作永：1957年11月5日—1960年8月1日
7. 陳寿維：1960年8月1日—1962年2月21日
8. 尤徳渠：1962年2月21日—1962年3月10日
9. 潘　輔：1962年3月10日—1962年7月2日
10. 陳一鵬：1962年7月2日—1970年5月19日
11. 李貴立：1970年5月19日—1978年1月1日

- 民選時期

1. 王礼登：1978年1月1日—1982年3月1日
2. 黄啓忠：1982年3月1日—1990年3月1日
3. 王詩乾：1990年3月1日—1998年3月1日
4. 王朝生：1998年3月1日—2006年3月1日
5. 周瑞国：2006年3月1日—2014年12月25日
6. 陳如嵐：2014年12月25日—（現任）

## 教育

### 大学
- 国立台湾海洋大学馬祖校区

### 国民中学
- 連江県立中山国民中学

### 国民小学
- 連江県立塘岐国民小学

## 交通

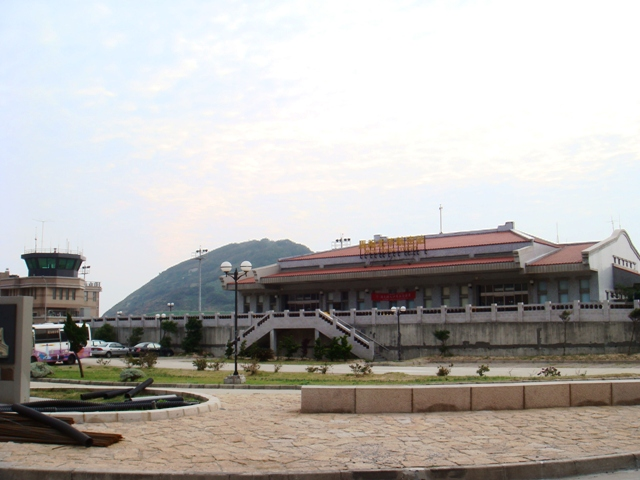
北竿空港

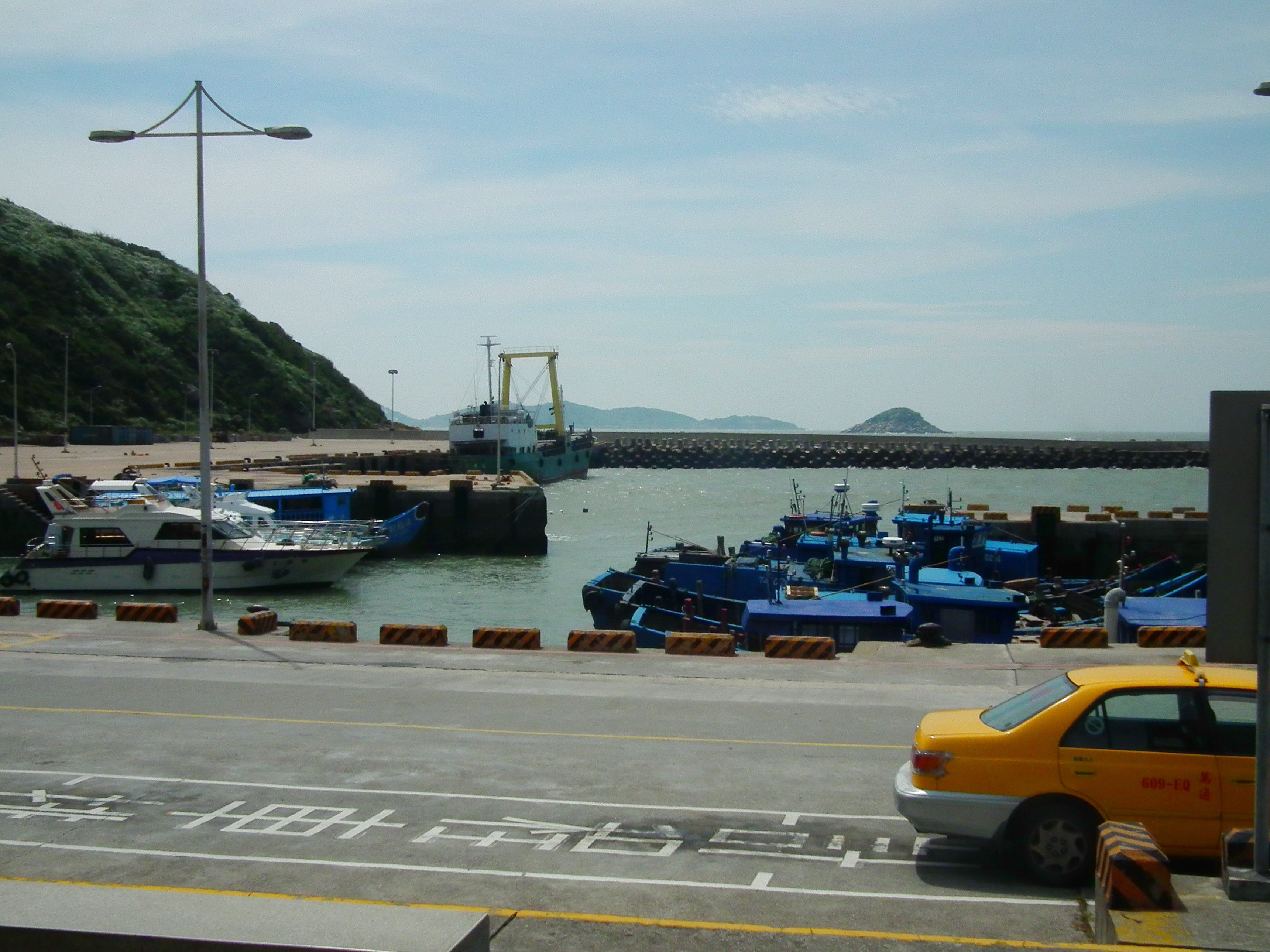
白沙港

| 種別 | 路線名称 | その他                            |
| ---- | -------- | --------------------------------- |
| 港湾 | 商港     | 白沙港 - 黄岐鎮との間に定期船あり |
| 港湾 | 軍港     | 午沙港 大維港 百勝港              |
| 港湾 | 漁港     | 橋仔港 大坵港                     |
| 空港 | 国内線   | 北竿空港                          |

## 観光

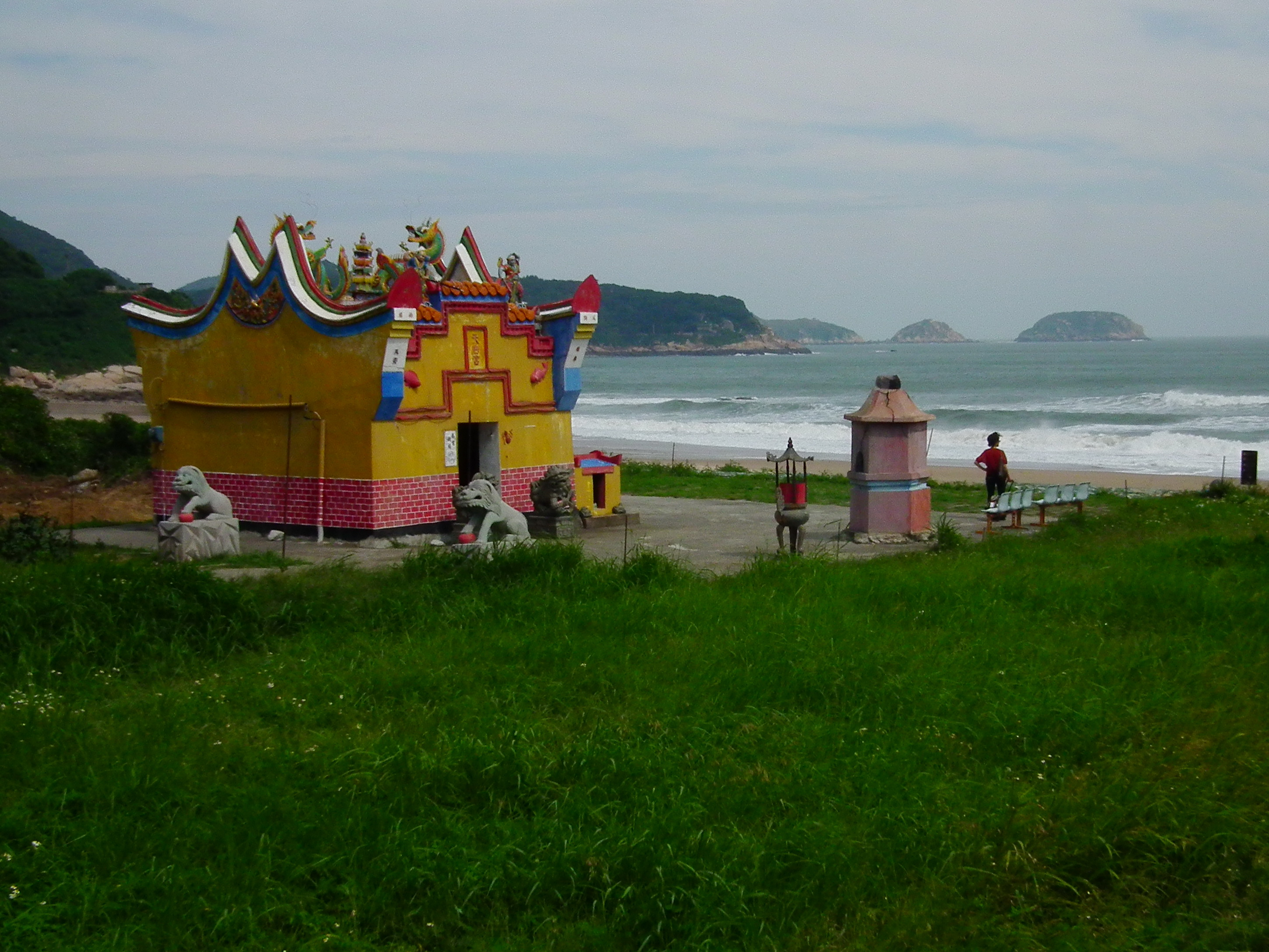
坂里天后宮付近から望む螺山島と蚌山島

### 観光スポット
- 莒光堡森林遊楽区
- 戦争和平紀念公園
- 中興公園
- 碧園原生植物園
- 塘沃海灘
- 坂里海灘
- 壁山 - 馬祖列島最高峰
- 烏亀島
- 芹壁天后宮
- 芹壁村集落
- 大坵島